# Curtia verticillaris
Curtia verticillaris là một loài thực vật có hoa trong họ Long đởm. Loài này được (Spreng.) Knobl. mô tả khoa học đầu tiên năm 1894.